# Eurybia sinnaces
Eurybia sinnaces är en fjärilsart som beskrevs av Druce 1904. Eurybia sinnaces ingår i släktet Eurybia och familjen Riodinidae. Inga underarter finns listade i Catalogue of Life.